# 밀로시 코페츠키
밀로시 코페츠키(체코어: Miloš Kopecký, 1922년 8월 22일~1996년 2월 16일)는 체코의 배우이다.
프라하에서 태어났으며 프라하에서 사망하였다.

## 영화
- 춤의 제왕 (1995년)
- 카르파티아의 신비한 성 (1981년)
- 요술쟁이 판타우 (1970년)
- 레몬에이드 죠 (1964년)
- 허풍선이 남작의 모험 (1964년)